# Беловежи 1-е
Белове́жи 1-е (укр. Біловежі Перші) — село, расположенное на территории Бахмачского района Черниговской области (Украина).
Население составляет 462 жителя (2006 год).
Село Беловежи Первые находится примерно в 17 км к югу от центра города Бахмач. Средняя высота населённого пункта — 141 м над уровнем моря. Село находится в зоне умеренного умеренно континентального климата. Расположено на реке Басанка.
Национальный состав представлен преимущественно украинцами, конфессиональный состав — христианами.
В селе родился Герой Советского Союза Григорий Кочергин.